# Institut de la finance internationale

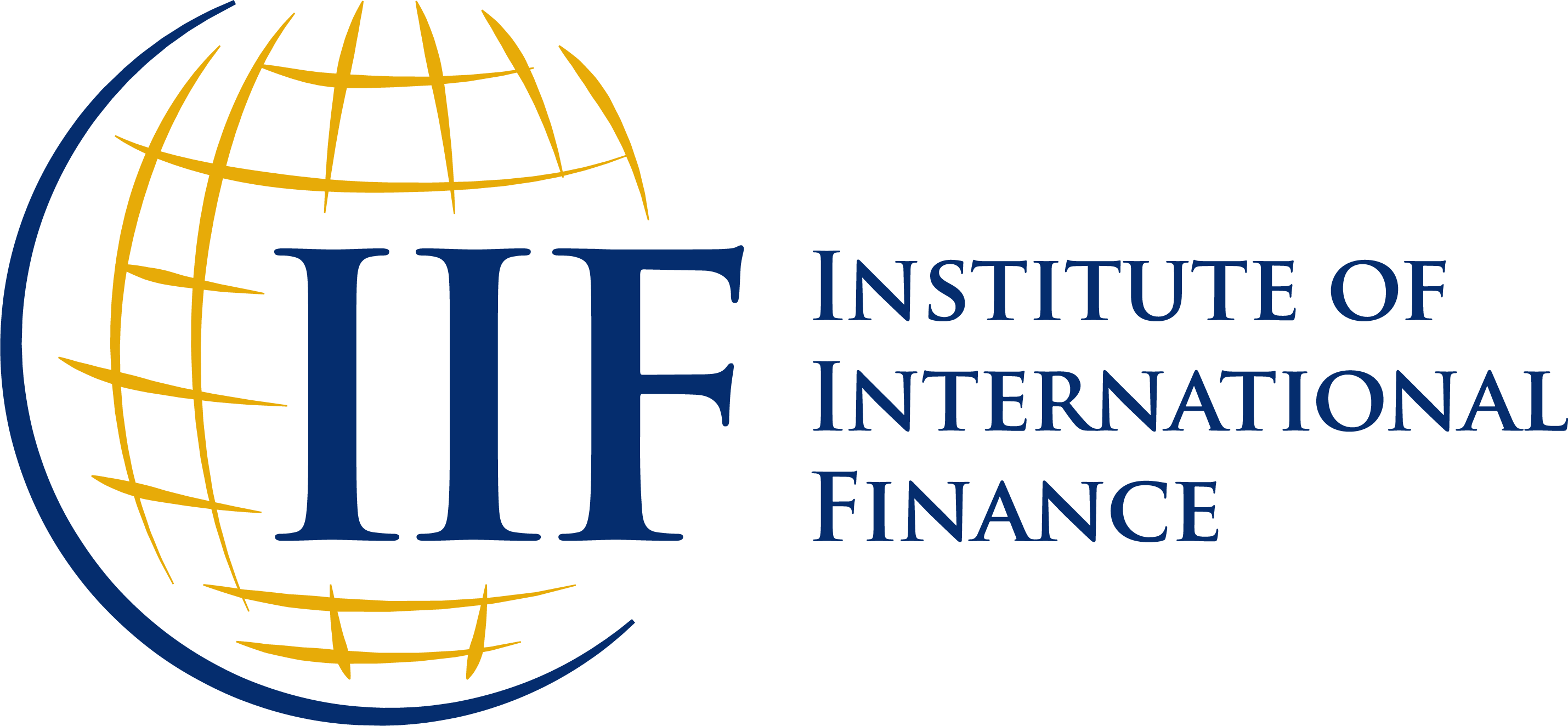
Logo de l'organisme.

Pour les articles homonymes, voir IIF.
L'Association des grandes banques et institutions financières mondiales ou Institute of International Finance, Inc. (IIF) en anglais, est une association mondiale de grandes banques qui a été créée en 1983. Son directeur est Charles Dallara.

## Missions
Cette association joue le rôle d'un syndicats des grandes banques commerciales et d'investissement, ainsi que des autres opérateurs de la finance mondiale comme les sociétés de courtage, les compagnies d'assurances et les fonds de pension.

### Crise de la dette grecque
En 2011 et 2012, l'Institut de la finance internationale (IIF) est chargé de négocier la réduction de la valeur des créances de la Grèce.

## Conseil d'administration

### Conseil actuel[3]
- Président : Josef Ackermann, PDG de Deutsche Bank (Allemagne)
- Vice-président : Roberto E. Setubal, PDG de Itaú Unibanco (Brésil)
- Vice-président : Francisco González, PDG de Banco Bilbao Vizcaya Argentaria (Espagne)
- Vice-président : Rick Waugh, PDG de la Banque Scotia (Royaume-Uni)
- Trésorier : Marcus Wallenberg, président de Skandinaviska Enskilda Banken (Suède)
- Secrétaire : Peter Wallison de l'American Enterprise Institute
- Directeur : Charles Dallara

- Hassan El Sayed Abdalla, vice-président de l'Arab African International Bank (Égypte)
- Walter Bayly, directeur général de Banco de Crédito del Perú (Pérou)
- Martin Blessing, président de Commerzbank (Allemagne)
- Gary Cohn, président & directeur opérationnel de Goldman Sachs (États-Unis)
- Yannis S. Costopoulos, directeur de Alpha Bank (Grèce)
- Ibrahim S. Dabdoub, directeur de National Bank of Kuwait (Koweït)
- Yoon-dae Euh, PDG de KB Financial Group (Corée du Sud)
- Douglas Flint, président de HSBC (Royaume-Uni)
- James P. Gorman, PDG de Morgan Stanley (États-Unis)
- Oswald Grübel, directeur d'UBS (Suisse)
- Jan Hommen, président d'ING (Pays-Bas)
- Jiang Jianqing, PDG de la Banque industrielle et commerciale de Chine (Chine)
- K. Vaman Kamath, président de ICICI Bank (Inde)
- Robert P. Kelly, PDG de Bank of New York Mellon (États-Unis)
- Walter B. Kielholz, président de Swiss Reinsurance Company (Suisse)
- Nobuo Kuroyanagi, président de The Bank of Tokyo-Mitsubishi UFJ (Japon)
- Frédéric Oudéa, PDG de la Société générale (France)
- Vikram Pandit, directeur général de Citigroup (États-Unis)
- Corrado Passera, directeur général de Intesa Sanpaolo (Italie)
- Baudouin Prot, président de BNP Paribas (France)
- Urs Rohner, président du Credit Suisse (Suisse)
- Suzan Sabancı Dinçer, PDG de Akbank (Turquie)
- Peter Sands, directeur général de Standard Chartered (Royaume-Uni)
- Yasuhiro Sato, PDG de Mizuho Corporate Bank (Japon)
- Martin Senn, directeur général de Zurich Financial Services (Suisse)
- Michael Smith, directeur général de Australia and New Zealand Banking Group (Australie et Nouvelle-Zélande)
- James E. (Jes) Staley, directeur général de JPMorgan Chase Investment Bank (États-Unis)
- Andreas Treichl, directeur général de Erste Group (Autriche)

### Présidents successifs
- William S. Ogden (Président pour la création du comité et du Bureau provisoire, 1983)
- Richard D. Hill (1984–1986)
- Barry F. Sullivan (1986–1991)
- Antoine Jeancourt-Galignani (1991–1994)
- William R. Rhodes (avril-octobre 1994)
- Toyoo Gyohten (1994–1997)
- Georges Blum (1997–1998)
- Sir John R.H. Bond (1998–2003)
- Josef Ackermann (depuis 2003)